# 石原愛子
石原 愛子（いしはら あいこ、1992年11月7日 - ）は、日本の女子バスケットボール選手である。千葉県出身。ENEOSサンフラワーズ所属。ポジションはセンターフォワード。

## 人物
東京成徳大高校在学時、2010年の第41回全国高等学校バスケットボール選抜優勝大会で3位。
2011年に日立ハイテク クーガーズに加入。背番号25。2015年、日立ハイテクを退団。
2016年、JX-ENEOSサンフラワーズ（現ENEOSサンフラワーズ）に加入。JX-ENEOSで3回、Wリーグ優勝メンバーとなる。
2018年、女子日本代表候補に初選出される。2019年3x3女子日本代表候補。
Wリーグ2020-21シーズン限りで現役を引退。
2021年8月、同じバスケットボール選手のザック・バランスキーと入籍した事を発表した。

## 経歴
- 東京成徳大高 - 日立ハイテク（2011年〜2015年） - JX-ENEOS（2016年〜2021年）